# مسابقات فرمول یک فصل ۱۹۸۹
مسابقات فرمول یک فصل ۱۹۸۹ در سال ۱۹۸۹ میلادی برگزار شد. در این مسابقات آلین پراست (به انگلیسی: Alain Prost) از تیم مک‌لارن و با خودروی هوندا به قهرمانی رسید وی که در آغاز مسابقه در خط ۲ قرار داشت، بهترین زمان خود را در دور ۵ به دست آورد و در مجموع صاحب ۷۶ امتیاز شد.